# Live at Lollapalooza
Live at Lollapalooza è il terzo EP del gruppo musicale britannico Does It Offend You, Yeah?, pubblicato il 15 luglio 2008 dalla Virgin Records.

## Il disco
Pubblicato esclusivamente sull'iTunes Store statunitense, l'EP contiene tre brani tratti dal concerto tenuto dal gruppo il 2 agosto 2008 presso il Grant Park di Chicago, in occasione della loro esibizione al Lollapalooza.

## Tracce
1. Being Bad Feels Pretty Good (Lollapalooza Live) – 4:20
2. With a Heavy Heart (I Regret to Inform You) (Lollapalooza Live) – 4:03
3. We Are Rockstars (Lollapalooza Live) – 4:25

## Formazione
- James Rushent – voce, basso
- Morgan Quaintance – chitarra, sintetizzatore
- Dan Coop – sintetizzatore
- Rob Bloomfield – batteria